# Domenico Marincola Pistoia
Domenico Marincola Pistoia (Catanzaro, 13 giugno 1818 – Catanzaro, 16 gennaio 1894) è stato uno storico, politico e patriota italiano.
Fu autore di numerose opere sulla storia della Calabria, con particolare attenzione al periodo magno-greco. Fu parte attiva dei moti insurrezionali che scossero l'Italia già a partire dal 1847, e fu in seguito protagonista della politica cittadina e provinciale del neonato Regno d'Italia. Fu fondatore e poi Direttore del Museo Provinciale di Catanzaro e, assieme a Luigi Grimaldi e Luciano Loparco, dell'Accademia di Scienze e Lettere di Catanzaro.

## Biografia
Domenico Marincola Pistoia nacque dall'unione di Raffaele Marincola Pistoia e Maria Teresa De Riso, membri della élite nobiliare catanzarese.
Studiò legge dapprima a Catanzaro, per poi proseguire i suoi studi a Napoli nel 1840, dove fu allievo, tra gli altri, di Galluppi e Puoti. Conseguita la laurea, si avviò alla pratica forense sotto la guida del cognato Luigi Grimaldi, importante giurista, economista ed archeologo nonché padre del noto ministro Bernardino. 

### Attività di storico
Il rapporto con Grimaldi lo incentivò a coltivare ulteriormente la sua passione per la storia, l'archeologia e, in particolare, la numismatica. Risale al 1845 la sua prima pubblicazione Delle cose di Sibari. Ricerche storiche, alla quale ne seguirono numerose altre. Le opere di Marincola Pistoia furono ben ricevute e recensite in tutta Italia, arrivando anche a raccogliere il consenso di accademici francesi.
Nel 1861 Marincola Pistoia fu nominato professore di storia al Liceo-Ginnasio "P. Galluppi" di Catanzaro e ne divenne preside dal 1868 al 1873. Insieme al cognato ed altri intellettuali della città, si fece promotore della fondazione dell'Accademia di Scienze e Lettere di Catanzaro nel 1862, della quale fu uno dei membri più attivi. All'Accademia di Scienze e Lettere faceva riferimento la Commissione di Antichità e Belle Arti (poi Commissione Conservatrice) che aveva il compito di sovraintendere scavi archeologici ed intercettare oggetti di interesse storico nelle collezioni private. 
Grazie agli sforzi della Commissione, nel 1879 si inaugurò il Museo Provinciale della Calabria Media. Marincola Pistoia ne fu nominato suo primo direttore e ricoprì questo ruolo fino alla morte, che concise con un parziale abbandono dell'istituzione da parte della Provincia.
L'attività di storico di Marincola Pistoia fu sempre volta allo studio ed al racconto del territorio calabrese. Tuttavia, profondamente legato com'egli era alla causa risorgimentale, il suo lavoro travalicava la celebrazione di un passato esclusivamente locale. Alcune sue opere ebbero una portata innovativa limitata, ma presentavano una rielaborazione retorica perfettamente in linea con la narrativa della monarchia sabauda, volta alla celebrazione del potere unificatore della Roma imperiale. Questo tentativo di raccordo tra storia locale e nazionale è evidente nel discorso tenuto in occasione dell'inaugurazione del Museo Provinciale, rappresentato come l'ideale risultato della collaborazione e unione d’intenti tra lo Stato, le autorità locali ed i suoi promotori. 

### Impegno politico
La famiglia Marincola, ad esclusione del ramo Marincola Panzanera, fu impegnata nella cacciata dei Borboni dal Regno delle Due Sicilie.
Le attività partigiane di Domenico Marincola Pistoia precedono finanche i moti di Gerace. Alla rivoluzione scoppiata nel 1848 lui contribuì militarmente, intellettualmente e finanziariamente e per le sue azioni fu costretto dalla polizia borbonica alla latitanza, al carcere e al confino. Sotto la guida del generale Stocco, fu membro della Guardia Nazionale e cominciò la sua attività politica nella provincia. 
Nel 1861 fu nominato Consigliere Comunale e nel 1878 fu eletto assessore per la pubblica istruzione. Fu consigliere degli ospizi di Catanzaro e in seguito della provincia. Si spese in altre numerose attività politiche e filantropiche nella città e sul territorio.

## Opere
- Sulle cose di Sibari, Ricerche storiche, Napoli, Tip. Simoniana, 1845.
- Elogio di Francesco de Riso, Cosenza, Tip. Migliaccio, 1855.
- Guglielmo Pepe e del monumento erettogli in Catanzaro nell'Asilo d'infanzia, Catanzaro, Tip. all'Insegna del Pitagora, 1866.
- Di Caulonia, Repubblica della Magna Grecia, Ricerche storiche, Catanzaro, Tip. all'Insegna del Pitagora, 1866.
- Di Temesa, Tempra e Repubblica Italiana, Catanzaro, Tip. del «Pitagora», 1866.
- Di Petelia, città autonoma della Magna Grecia, Catanzaro, Tip. del «Pitagora», 1867.
- Di Mesma e Medma, città autonoma italiota, Catanzaro, Tip. del «Pitagora», 1868.
- D'Ipponio, città autonoma italiota, Catanzaro, Tip. del «Pitagora», 1868.
- Di alcune antiche città della parte più meridionale d'Italia, oggi nominata Calabria, divenute autonome intorno all'insurrezione dei Bruzii, Catanzaro, Tip. del «Pitagora», 1869.
- Di Scillezio o Scilazio, Ricerche storiche, Catanzaro, Tip. del «Pitagora», 1869.
- Di Naucria, città italiota, Catanzaro, Tip. del «Pitagora», 1869.
- Di Cosentia, città dei Bruzii, Catanzaro, Tip. del «Pitagora», 1869.
- Opuscoli di storia patria, Catanzaro, Tip. del «Pitagora», 1871.
- Pandoria, città italiota, Catanzaro, Asturi, 1872.
- Intorno a M. A. Cassiodoro, Catanzaro, Asturi, 1873.
- Notizie storiche intorno a Catanzaro ed alle Calabrie, Catanzaro, Tip. dell'Orfanotrofio, 1874.
- Discorso letto nell'inaugurazione del Museo Provinciale della Calabria Media, Catanzaro, Tip. dell'Orfanotrofio, 1879.
- Di Terina e di Lao. Città italiche dei Bruzi, Catanzaro, Tip. del «Calabro», 1886.
- Sull'importanza del Tempio di Giunone Lacinia, Catanzaro, Asturi, 1891.